# 164518 Patoche
164518 Patoche è un asteroide della fascia principale. Scoperto nel 2006, presenta un'orbita caratterizzata da un semiasse maggiore pari a 2,7036522 UA e da un'eccentricità di 0,1193325, inclinata di 1,88275° rispetto all'eclittica.